# Rachel Zoe
Rachel Zoe Rosenzweig (New York City, 1º settembre 1971) è una stilista statunitense, nota per aver lavorato con moltissime celebrity, tra le quali star del cinema e modelle e per aver collaborato con importanti case di moda, agenzie pubblicitarie ed editoriali..
Nel 1996 si è sposata con l'uomo d'affari Rodger Berman. La coppia dopo diversi tentativi il 17 novembre 2010 ha annunciato di essere in attesa del loro primo genito, Skyler Morrison Berman, nato il 22 marzo 2011.
A dicembre 2013 nasce il loro secondogenito,
Kaius "Kai" Jagger Berman.
Nel 2008 ha debuttato la prima stagione della serie The Rachel Zoe Project su Bravo Reality Television, reality televisivo incentrato sulla vita della stilista. Il programma è stato terminato nel 2013.
Nel 2011 Rachel Zoe ha realizzato la sua prima linea di abbigliamento, fatta da vestiti, scarpe e accessori. Ha inoltre fondato il marchio Rachel Zoe attivo nella produzione e commercializzazione di prodotti fashion e lifesyle. 
Attiva nel settore filantropico è tra le altre cose ambasciatrice di Save the Children.